# Gare de Wigan Wallgate
La gare de Wigan Wallgate est une gare ferroviaire du Royaume-Uni, située sur le territoire de la ville de Wigan.